# 狮子岭范祖禹墓遗址
狮子岭范祖禹墓遗址，位于中国广东省茂名市化州市河西狮子岭上，为化州市物保护单位，类型为古遗址，公布时间为1995年7月25日。
狮子岭范祖禹墓遗址的历史年代为明代。